# Hokkohühner
Die Hokkohühner (Cracidae), auch Hokkos genannt, sind eine Familie der Vögel aus der Ordnung der Hühnervögel. Sie sind mit 50 Arten in den Tropen und Subtropen Süd- und Mittelamerikas verbreitet. Trotz ihrer verborgenen Lebensweise sind sie bei den Einheimischen wegen ihrer sehr lauten Rufe wohlbekannt.

## Namen
Innerhalb der Hokkohühner gibt es drei verschiedene Gruppen, deren deutsche Namen nicht immer eindeutig sind:
- Die großen oder echten Hokkos werden oft nur „Hokkos“ genannt; zur Vermeidung von Missverständnissen wird in diesem Artikel der Begriff „echte“ Hokkos gebraucht, wenn von diesen die Rede ist. Im Englischen heißen diese Vögel curassows, was vom Namen der Insel Curaçao abgeleitet ist.
- Als Schakuhühner werden in diesem Artikel die Gattungen Penelope, Pipile, Aburria, Chamaepetes, Penelopina und Oreophasis bezeichnet. Im Englischen werden diese Vögel guans genannt.
- Die Arten der Gattung Ortalis werden hier als Chakalakas bezeichnet (entsprechend englisch chachalacas); Grzimeks Tierleben nennt die Vögel dieser Gattung „Eigentliche Guans“, eine Benennung, die in anderen Sprachen aber einer ganz anderen Gattung (Penelope) zukommt.

Als Guans werden im Deutschen sowohl die Schakuhühner als auch die Chakalakas bezeichnet. In anderen Sprachen (Englisch, Spanisch, Französisch) wird hier getrennt, und die Chakalakas werden dort nicht Guans genannt. Zur Vermeidung von Missverständnissen wird der Name „Guans“ in diesem Artikel daher weitgehend vermieden.
In Südamerika werden Hokkohühner von der spanischsprachigen Bevölkerung oft nur als pavones (Truthühner) oder faisanes (Fasanen) bezeichnet, was taxonomisch nicht korrekt ist.

## Merkmale

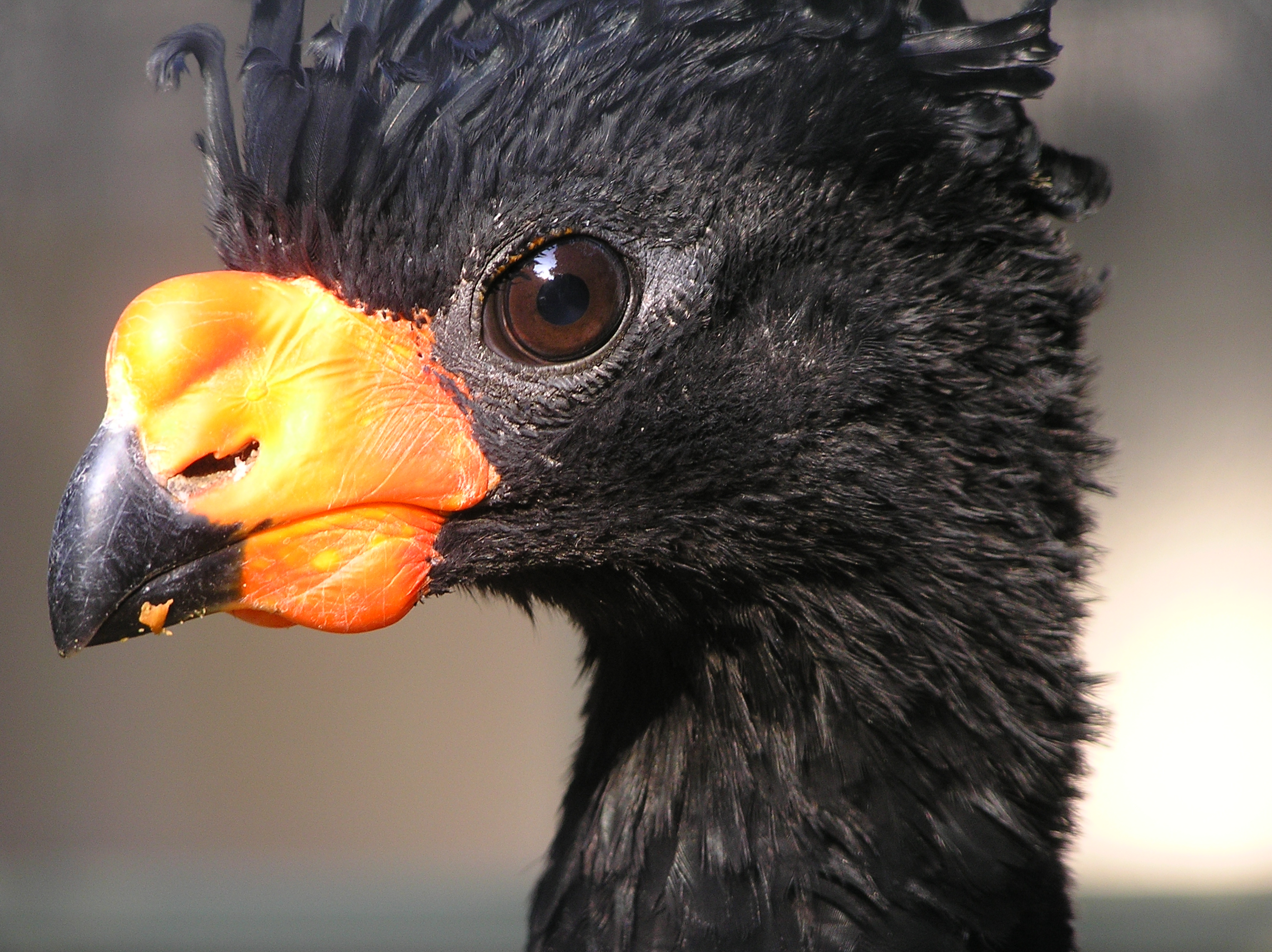
Porträt eines Karunkelhokkos (Crax globulosa)

Alle Hokkohühner zeigen eine hühnertypische Gestalt. Sie haben einen plumpen Körper, einen langen Hals, einen kleinen Kopf und kräftige Füße. Die Körperlänge reicht von der eines Birkhuhns bis zu der eines Truthuhns: Sie schwankt zwischen 42 cm (Gelbbrauenguan) und 95 cm (Hornhokko). Das Gewicht liegt zwischen 385 g und 4,8 kg. Die „echten“ Hokkos sind dabei wegen ihres vergrößerten Beckens auch proportional schwerer als Chakalakas und Schakuhühner.
Das Gefieder ist meist unscheinbar; Grau, Braun und Schwarz sind die vorherrschenden Farben, die der Tarnung im Geäst und am Boden dienen. Zwar haben manche Arten auch glänzende oder rein weiße Gefiederpartien, doch sind diese meist verborgen und werden nur während der Balz präsentiert. Viele Arten haben unbefiederte, nackte Haut im Gesicht und an der Kehle; manchmal ist diese zu Kehllappen oder wulstigen Helmen verlängert. Diese Partien sind rot, gelb oder blau gefärbt.
Ein deutlich sichtbarer Sexualdimorphismus existiert bei den „echten“ Hokkos, hingegen sind bei Schakuhühnern und Chakalakas beide Geschlechter nur schwer zu unterscheiden. Zu den feldornithologisch kaum nutzbaren Unterschieden gehört, dass Männchen in der Regel 5 bis 10 % größer als Weibchen sind, ihre nackten Hautpartien ein wenig heller als die der Weibchen sind und sich die Augenfarben oft unterscheiden. Eine Ausnahme von den oben genannten Regeln ist der Schluchtenguan; bei diesem sind männliche und weibliche Vögel deutlich unterschiedlich gefärbt, und zudem sind die Weibchen größer.
Das Jugendkleid ähnelt bereits dem Aussehen adulter Vögel und ist oft nur ein wenig dunkler. Nur beim Schluchtenguan gleichen juvenile Vögel in der Färbung stets dem Weibchen.
Ein in dieser Familie häufiges Phänomen ist Polymorphismus, das heißt, Angehörige ein und derselben Art können vollkommen unterschiedlich aussehen. Ein Beispiel hierfür ist der Helmhokko. Die meisten Weibchen sind schwarz mit einer weißen Unterseite. Es gibt bei den Weibchen dieser Art jedoch auch eine dunkelbraune Morphe mit hellbrauner Streifung.
Die Flügel sind recht kurz und gerundet. Die „echten“ Hokkos fliegen selten und nur kurze Strecken; Schakuhühner und Chakalakas nutzen die Flugfähigkeit dagegen etwas häufiger. In der Regel sind viele kräftige Flügelschläge von einer Gleitphase gefolgt. Eine Eigentümlichkeit der Schakuhühner ist das „Trommeln“ mit den Flügeln, das vor allem während der Balz erklingt (siehe Fortpflanzung).
Die Beine haben eine anatomische Besonderheit: Die Hinterzehe ist auf gleicher Höhe wie die Vorderzehen. Dies ist eine Gemeinsamkeit mit den Großfußhühnern, die beide Gruppen von anderen Hühnervögeln unterscheidet. Dieses Merkmal ist der Hauptgrund gewesen, weshalb man Großfuß- und Hokkohühner für verwandt gehalten hat (siehe Systematik).
Viele Hokkohühner geben äußerst laute Töne von sich. Eine stark vergrößerte Luftröhre sorgt dafür, dass Rufe mitunter über 1 km weit hörbar sind. Die Chakalakas geben im Chor laute Schreie von sich. Schakuhühner beherrschen eine Vielzahl gackernder, schreiender und krächzender Laute. Der typische Laut der Männchen der „echten“ Hokkos ist hingegen ein dumpfes Dröhnen, das wie das Blasen in eine leere Flasche klingt. Dieser Ruf hält 5 bis 7 Sekunden an, worauf eine Pause von 12 Sekunden vor dem nächsten Ruf folgt. Weibliche „echte“ Hokkos beherrschen diese Laute nicht und geben stattdessen ein tiefes Pfeifen von sich.

## Verbreitung und Lebensraum

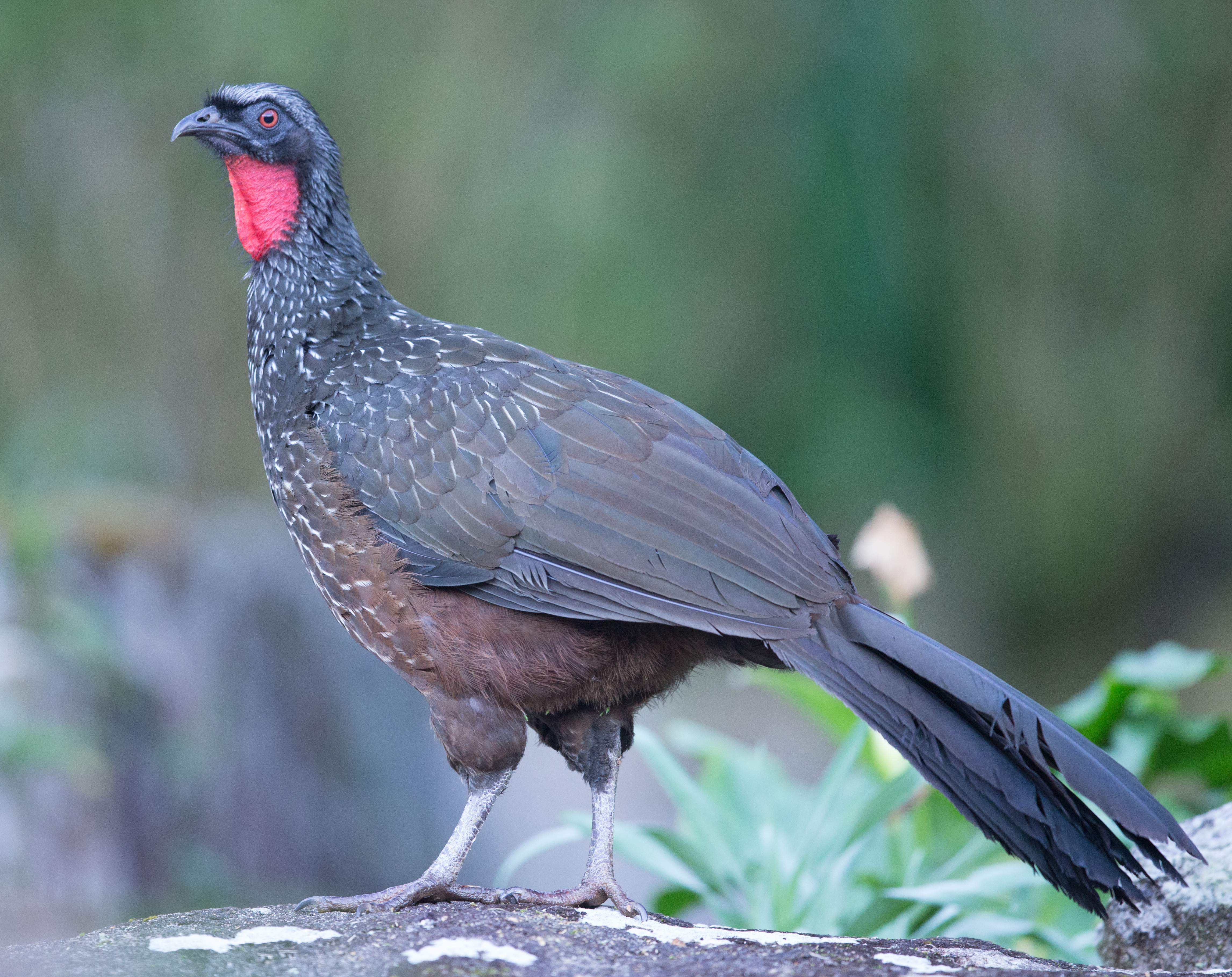
Bronzeguan (Penelope obscura)

Hokkohühner leben in den Wäldern Süd- und Mittelamerikas. Der dichte tropische Regenwald ist der typische Lebensraum, doch gibt es hier Unterschiede:
- Chakalakas sind am wenigsten eng an bestimmte Lebensräume gebunden und bewohnen neben echten Regenwäldern auch trockenkahle Wälder, Galeriewälder, Waldränder, Mangrovenwälder und Baumsavannen. Auch in Sekundärwäldern siedeln sie sich an. In allen Lebensräumen ist aber das Vorhandensein von Bäumen Voraussetzung.
- Schakuhühner leben vor allem in Regen- und Nebelwäldern.
- Die „echten“ Hokkos bewohnen ausschließlich tropische Regenwälder und sind hier entlang von Flussufern oder Sümpfen zu finden.

Die meisten Hokkohühner sind Vögel des Tieflands, es gibt aber auch ausgesprochene Hochgebirgsbewohner; den Höhenrekord hält der Andenguan, der in Peru bis 3900 m vorkommt.
Hokkohühner verteilen sich auf die Regionen der Neotropis wie folgt:
- Zentral- und Nordmexiko: 4 Arten
- Mittelamerika von Südmexiko bis Panama: 8 Arten
- Trinidad: 1 Art
- Nördliches Südamerika (Kolumbien, Venezuela, Guayana): 13 Arten
- Westküste, Vorandenland: 4 Arten
- Anden: 10 Arten
- Amazonische Regenwälder: 16 Arten
- Gran Chaco, Pantanal: 3 Arten

## Lebensweise

### Aktivität
Hokkohühner sind überwiegend tagaktive Vögel. Die größte Aktivität zeigen sie am sehr frühen Morgen vor dem Sonnenaufgang. In den heißesten Tagesstunden ruhen sie. Manchmal rufen sie auch in mondhellen Nächten. Für eine Ausnahme hielt man lange den Rothokko, was auch dessen englischer Name Nocturnal Curassow (= „Nachtaktiver Hokko“) zeigt, da seine Rufe stets nachts zu hören sind. Man weiß inzwischen aber, dass auch er tagsüber auf Nahrungssuche geht.
Als gesellige Vögel sammeln sich Hokkohühner oft zu 10 bis 50 Individuen in Futterbäumen. Diese Gruppen sind aber lockere Verbände, die sich stets wieder auflösen.
Die Ruheplätze der Hokkohühner liegen stets in Bäumen. Oft nehmen sie Staubbäder. Diese dienen vor allem der Parasitenabwehr, können aber auch Teil der Balzzeremonie sein.

### Ernährung

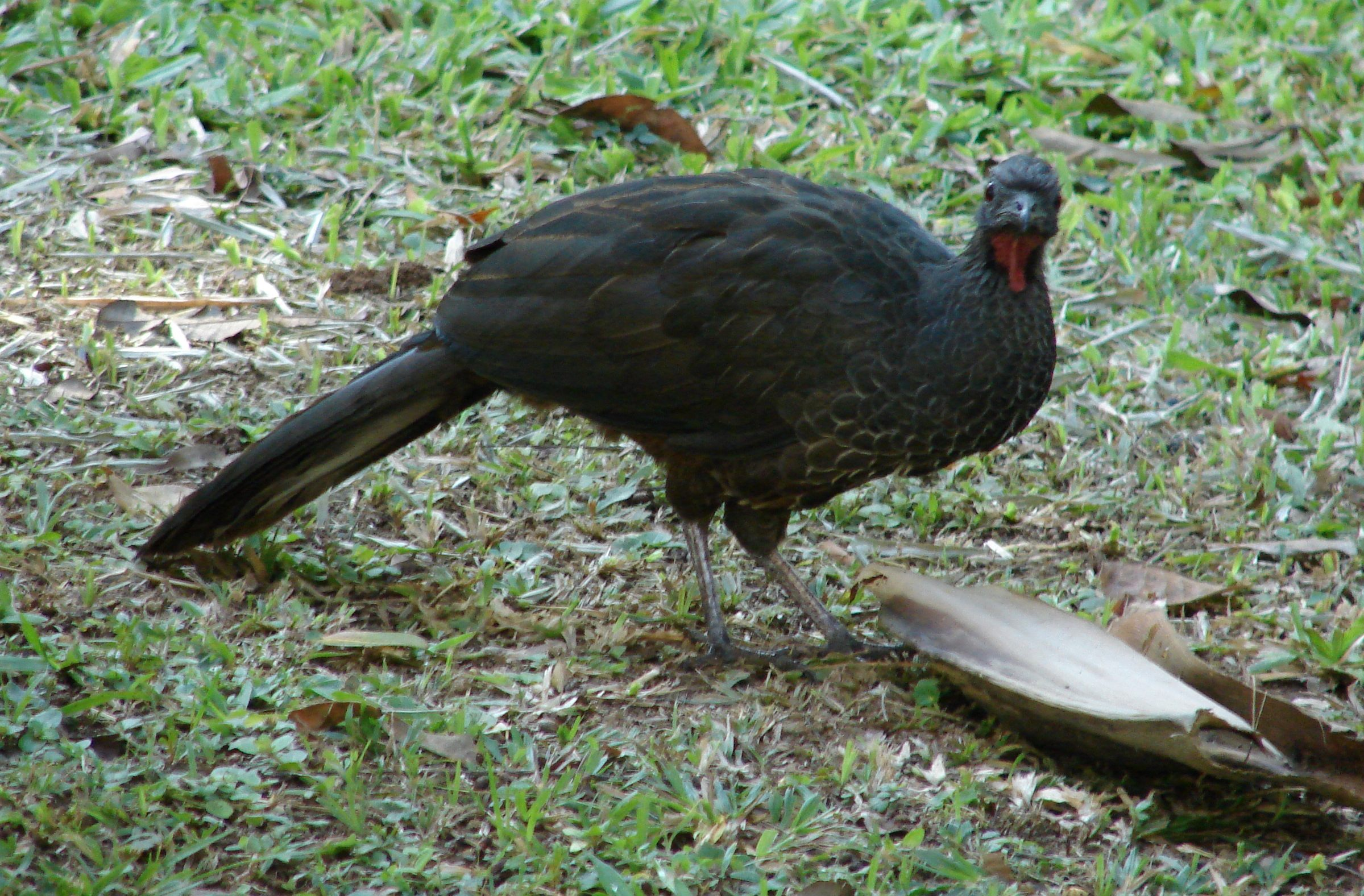
Weißstirnguan (Penelope superciliaris)

Die Nahrung der Hokkohühner ist fast ausschließlich pflanzlich. Gefressen werden Früchte, Blätter, Blüten, Samen, Knospen und Zweige. Hierbei gibt es kleine Unterschiede: Chakalakas und Schakuhühner bevorzugen weiche Nahrung. Sie fressen hauptsächlich Blätter und Beeren und picken auch Früchte wie Mangos und Guaven an. Die „echten“ Hokkos sind aufgrund ihres besonders leistungsfähigen Muskelmagens in der Lage, härtere Nahrung wie Nüsse, Samen und Zweige zu verdauen. Ein weiterer Unterschied besteht im Ort der Nahrungssuche: Chakalakas und Schakuhühner fressen hauptsächlich im Geäst, „echte“ Hokkos suchen vor allem am Boden nach herabgefallenen Früchten und Nüssen.
Hokkohühner sind Generalisten, das heißt, sie sind nicht auf bestimmte Nahrungspflanzen angewiesen. So ergab eine Studie bei Glattschnabelhokkos, dass diese 80 verschiedene Arten von Pflanzen als Nahrungsquellen nutzen.
Neben Pflanzen werden als Beikost selten auch Käfer, Heuschrecken, Raupen, Spinnen und Tausendfüßer verzehrt. Außerdem schlucken Hokkohühner wie viele herbivore Vögel auch Steine (Gastrolithen), die bei der Verdauung der Nahrung helfen.

### Fortpflanzung
In der Regel sind Hokkohühner monogam. In älterer Literatur finden sich Berichte über grundsätzliche Polygynie bei den Chakalakas, was aber nach heutigen Erkenntnissen nicht zutrifft. Wohl hat man vor allem bei „echten“ Hokkos und auch beim Zapfenguan einige Fälle von Polygynie nachgewiesen, aber auch bei diesen sind dies seltene Ausnahmen.
Die Balz verläuft bei den Chakalakas recht einfach. Dazu gehören gegenseitiges Putzen und Jagen. Die Schakuhühner trommeln mit den Flügeln. Ihre äußeren Handschwingen sind so modifiziert, dass sie bei schnellem Flügelschlagen ein sehr lautes, trommelndes Geräusch erzeugen. Diesen Laut bringen Schakuhühner das ganze Jahr hervor, besonders oft aber während der Balz. Dabei fliegen sie von einem Baum zum anderen und schlagen plötzlich doppelt so schnell wie üblich mit den Flügeln, was das Trommelgeräusch auslöst. Die „echten“ Hokkos vollführen aufwändige Balztänze am Boden. Dabei werden helle Gefiederteile präsentiert, Flügel, Schwänze und Hauben aufgestellt, die beschriebenen dröhnenden Laute ausgestoßen und es wird mit Kieselsteinen geworfen.
Beide Partner beteiligen sich am Bau des Nestes. Es besteht aus Zweigen, manchmal werden auch Blätter verbaut. Das Nest ist flach und schüsselförmig und wird in einem Baum oder Strauch errichtet. Es werden zwei („echte“ Hokkos) bzw. drei bis vier (Chakalakas und Schakuhühner) Eier gelegt, die einfarbig weiß oder cremefarben sind. Die Maße der Eier betragen 5,8 × 4,1 bis 9,2 × 6,7 cm.
Nur das Weibchen brütet. Das Männchen bleibt aber in der Nähe des Nestes und begleitet das Weibchen bei Ausflügen zur Nahrungssuche. Diese dauern etwa eine Stunde, während der das Nest unbewacht ist. Nach 24 bis 34 Tagen schlüpfen die Jungen. Sie sind zunächst in ein hellbraun und schwarz gemustertes Dunenkleid gehüllt. Als Nestflüchter können sie bereits nach wenigen Stunden umherlaufen. Bei den „echten“ Hokkos und beim Zapfenguan ist allein das Weibchen für die Betreuung der Jungen zuständig, bei anderen Arten beide Partner. Für einige Monate füttern die Elternvögel die Jungen, bei den Schakuhühnern wird sogar vorverdaute Nahrung hervorgewürgt, was unter Hühnervögeln einmalig ist.
In Gefangenschaft erreichten Hokkohühner ein maximales Alter von 24 Jahren, Lebensspannen von mehr als zwanzig Jahren sind keine Seltenheit. Über die Lebenserwartung in der Natur liegen keine gesicherten Erkenntnisse vor.

## Stammesgeschichte
Die ältesten Hokkohühner sind aus dem Oligozän bekannt. Die Gattung Gallinuloides des Eozäns, früher oft als „älteste Hokkos“ bezeichnet, wird heute nicht mehr als mit den Hokkos verwandt angesehen. Zahlreiche fossile Hokkohühner des Oligozäns und Miozäns wurden in Nordamerika gefunden und sind ein Beweis, dass die Familie einst weiter verbreitet war. Außerhalb des amerikanischen Doppelkontinents wurden jedoch keine Hokkohühner gefunden.

## Systematik

### Äußere Systematik
Die Hokkohühner sind eine von fünf Familien innerhalb der Ordnung der Hühnervögel (Galliformes). Sie sind die Schwestergruppe einer von den Fasanenartigen (Phasianidae), Zahnwachteln (Odontophoridae) und Perlhühnern (Numididae) gebildeten Klade.
Die verwandtschaftlichen Verhältnisse zeigt das folgende Kladogramm:
|  | \| \| Fasanenartige (Phasianidae) \| \| \| \| \| \| Zahnwachteln (Odontophoridae) \| \| \| \| |
|  |                                                                                               |
|  | Perlhühner (Numididae)                                                                        |
|  |                                                                                               |
|  | Fasanenartige (Phasianidae)                                                                   |
|  |                                                                                               |
|  | Zahnwachteln (Odontophoridae)                                                                 |
|  |                                                                                               |

|  | Fasanenartige (Phasianidae)   |
|  |                               |
|  | Zahnwachteln (Odontophoridae) |
|  |                               |

|  | \| \| Fasanenartige (Phasianidae) \| \| \| \| \| \| Zahnwachteln (Odontophoridae) \| \| \| \| |
|  |                                                                                               |
|  | Perlhühner (Numididae)                                                                        |
|  |                                                                                               |
|  | Fasanenartige (Phasianidae)                                                                   |
|  |                                                                                               |
|  | Zahnwachteln (Odontophoridae)                                                                 |
|  |                                                                                               |

|  | Fasanenartige (Phasianidae)   |
|  |                               |
|  | Zahnwachteln (Odontophoridae) |
|  |                               |

|  | \| \| Fasanenartige (Phasianidae) \| \| \| \| \| \| Zahnwachteln (Odontophoridae) \| \| \| \| |
|  |                                                                                               |
|  | Perlhühner (Numididae)                                                                        |
|  |                                                                                               |
|  | Fasanenartige (Phasianidae)                                                                   |
|  |                                                                                               |
|  | Zahnwachteln (Odontophoridae)                                                                 |
|  |                                                                                               |

|  | Fasanenartige (Phasianidae)   |
|  |                               |
|  | Zahnwachteln (Odontophoridae) |
|  |                               |

|  | \| \| Fasanenartige (Phasianidae) \| \| \| \| \| \| Zahnwachteln (Odontophoridae) \| \| \| \| |
|  |                                                                                               |
|  | Perlhühner (Numididae)                                                                        |
|  |                                                                                               |
|  | Fasanenartige (Phasianidae)                                                                   |
|  |                                                                                               |
|  | Zahnwachteln (Odontophoridae)                                                                 |
|  |                                                                                               |

|  | Fasanenartige (Phasianidae)   |
|  |                               |
|  | Zahnwachteln (Odontophoridae) |
|  |                               |

### Innere Systematik
Traditionell werden Hokkohühner in zwei Unterfamilien geteilt, die „echten“ Hokkos (Cracinae) sowie die Schakuhühner und Chakalakas (Penelopinae). Die Unterschiede zwischen diesen Gruppen sind deutlich: Cracinae sind größer, haben einen kräftigeren Schnabel und ein proportional größeres Becken. Zudem sind sie nicht so extreme Baumbewohner wie die Schakuhühner und Chakalakas.
Anhand von DNA-Analysen konnte diese Einteilung weitgehend, aber nicht vollständig bestätigt werden. Demzufolge sind zwar die „echten“ Hokkos tatsächlich ein monophyletisches Taxon. Allerdings stehen die Gattungen Ortalis und Oreophasis diesen näher als den anderen Penelopinae. Nach diesen Erkenntnissen ergibt sich folgende Klassifikation:
Aktualisierung 2025 nach IOC World Bird List v.15.1 und deutsche Vogelnamen
- Unterfamilie Cracinae
  - Crax

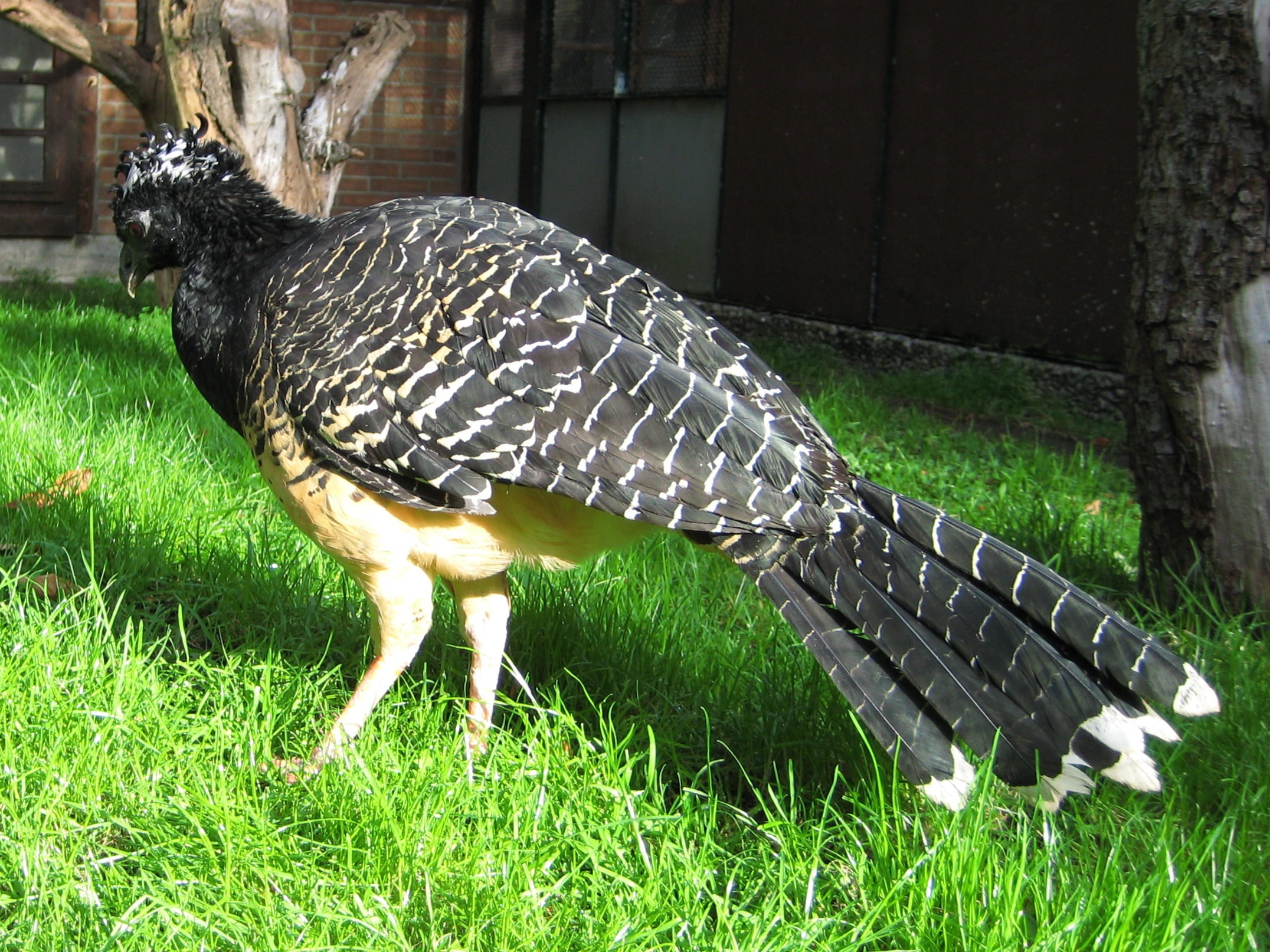
Nacktgesichthokko (Crax fasciolata)

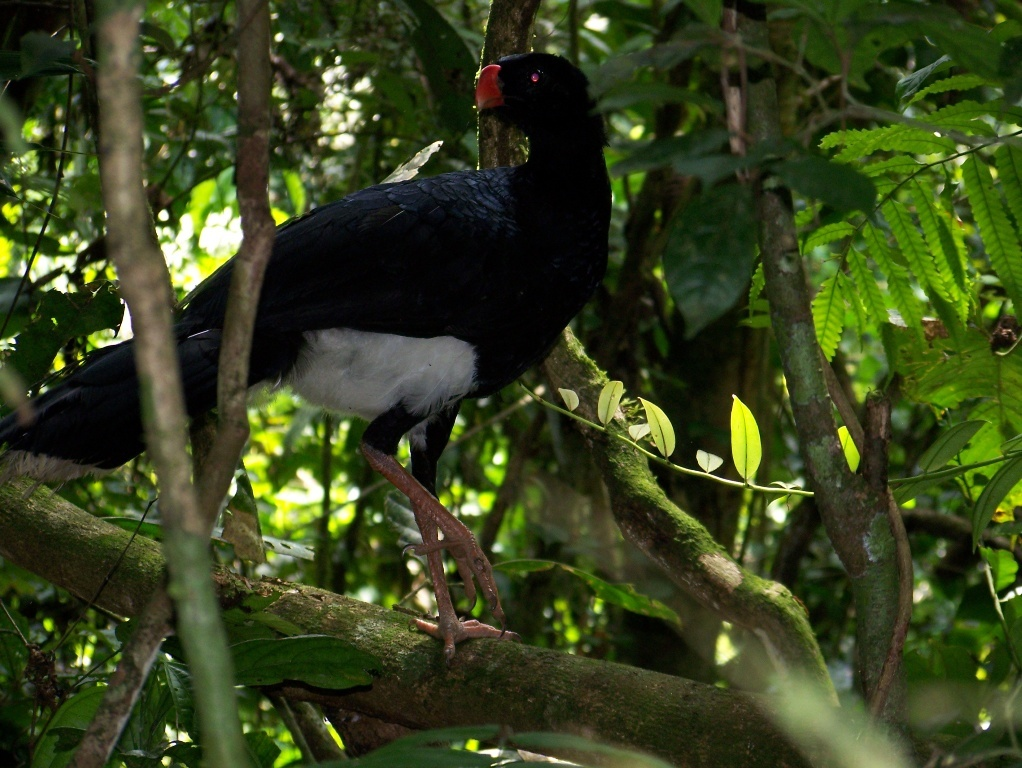
Salvinhokko (Mitu salvini)

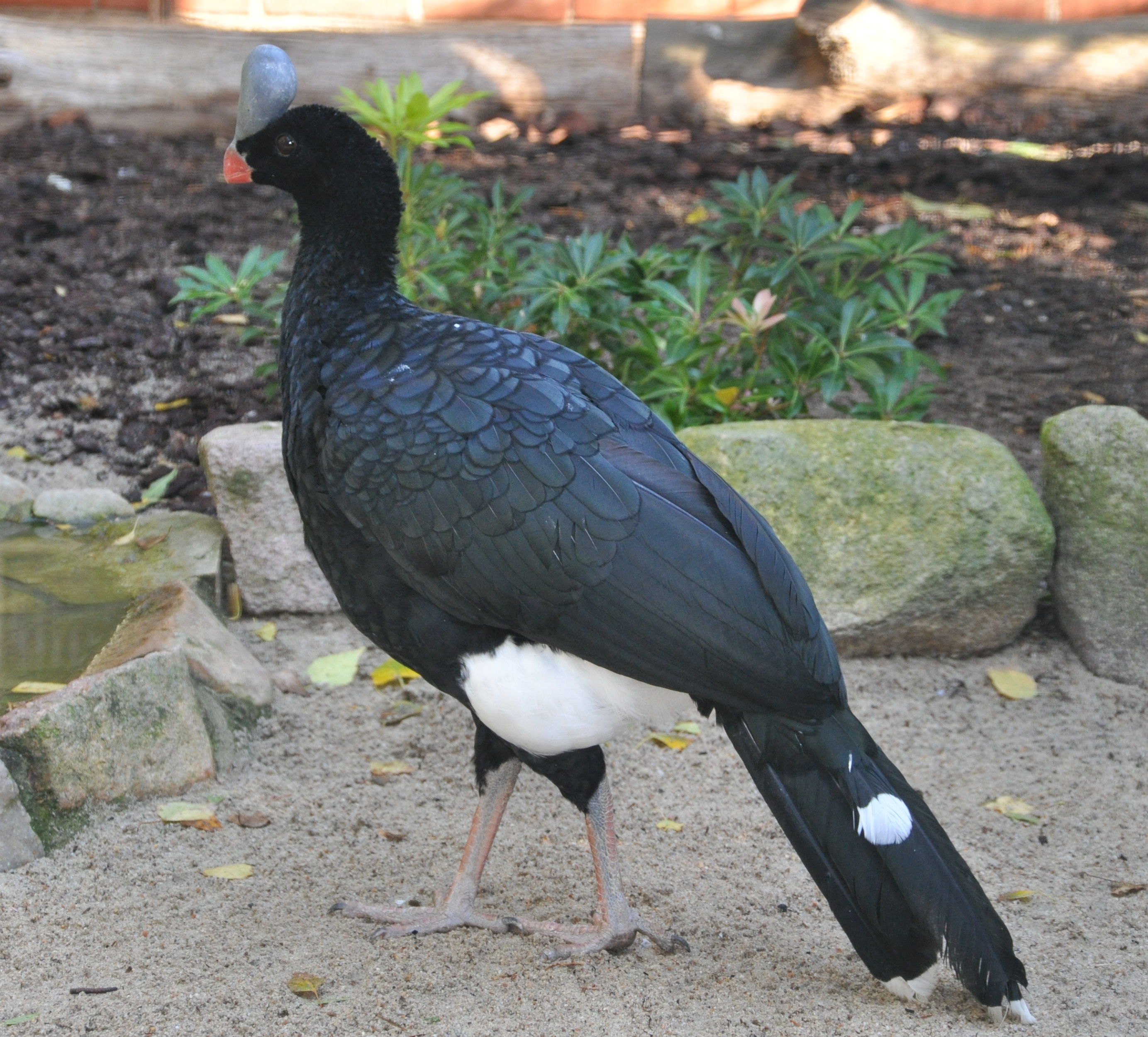
Helmhokko (Pauxi pauxi)

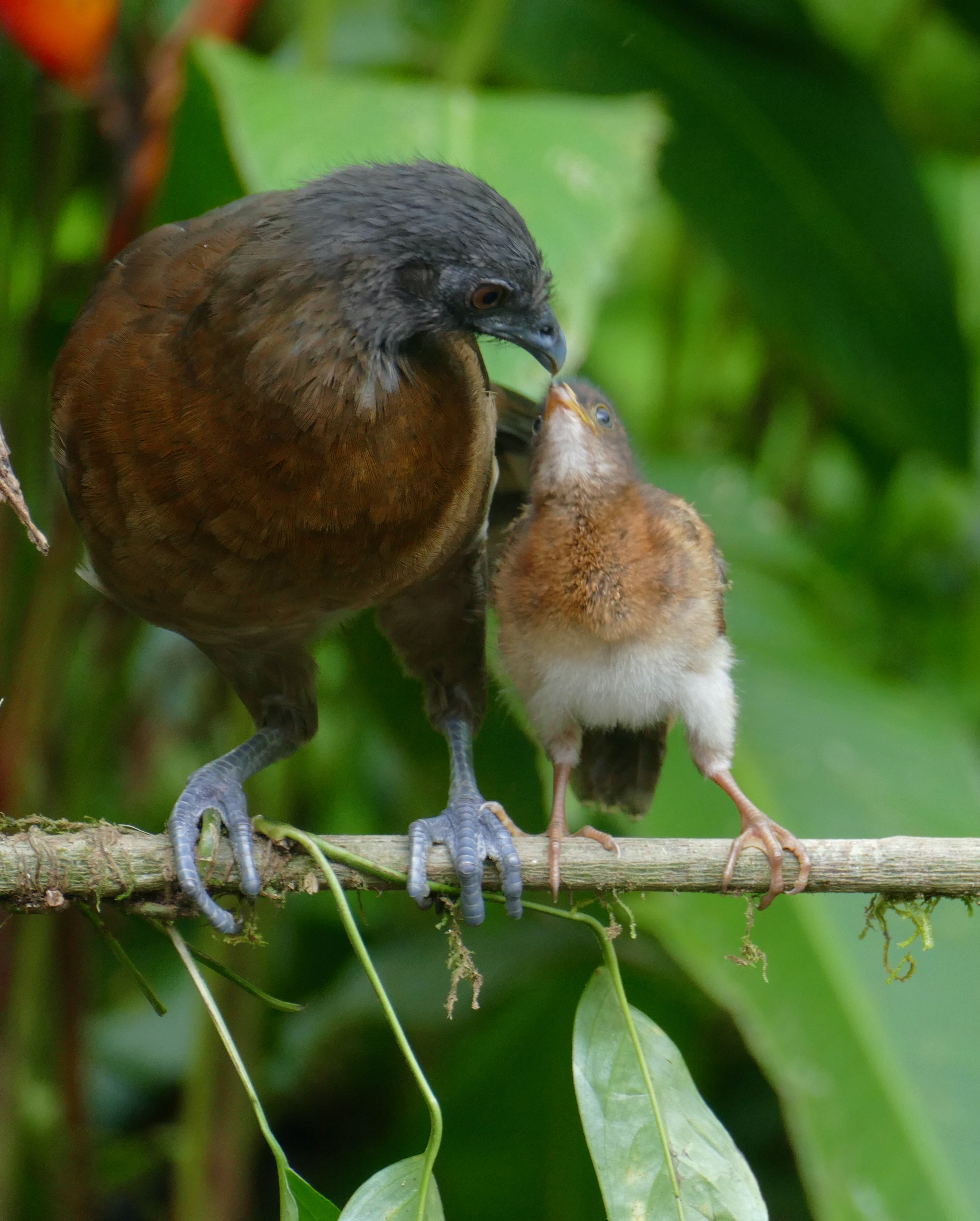
Graukopfguan (Ortalis cinereiceps) mit Küken

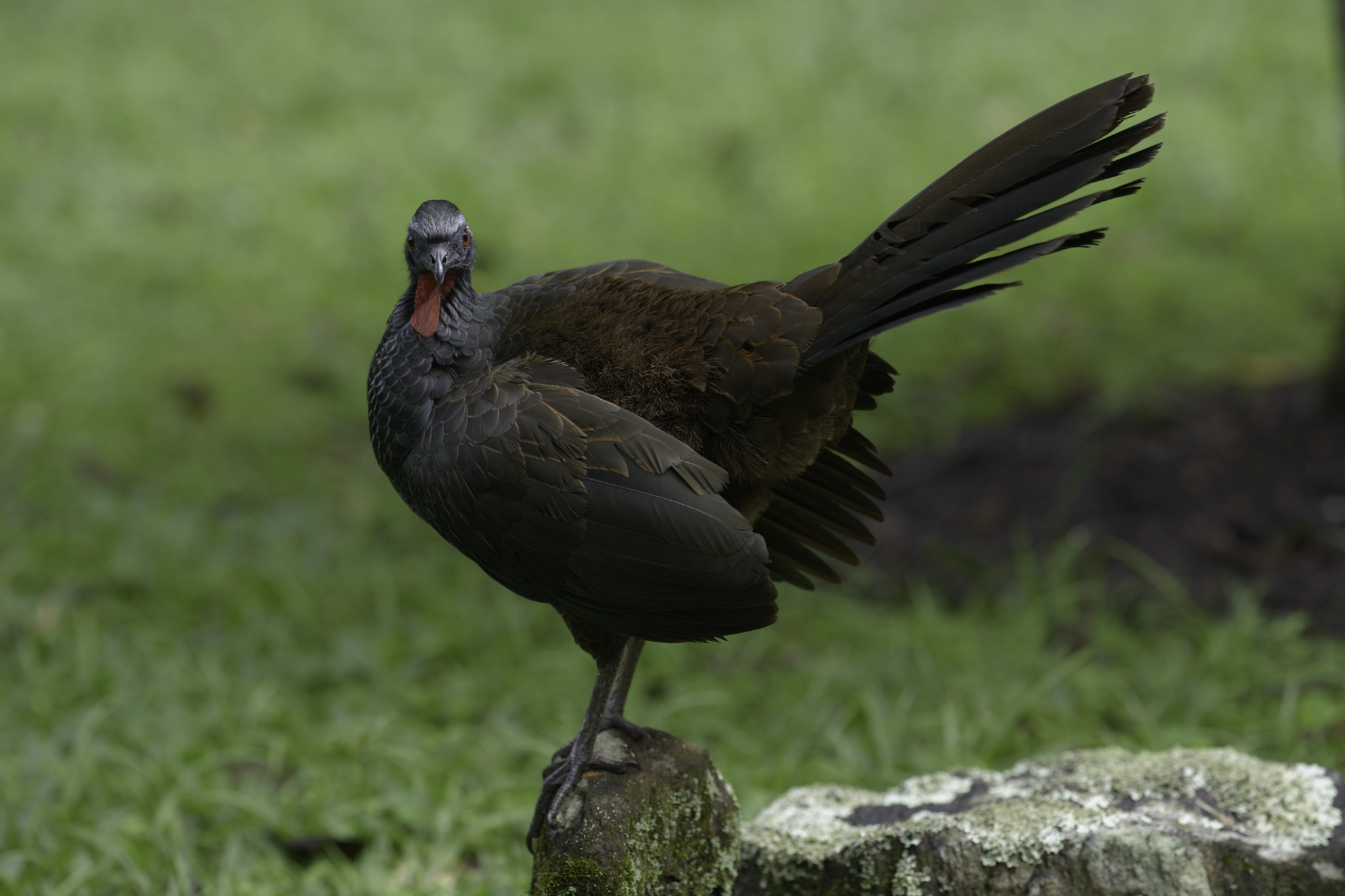
Weißstirnguan (Penelope superciliaris)

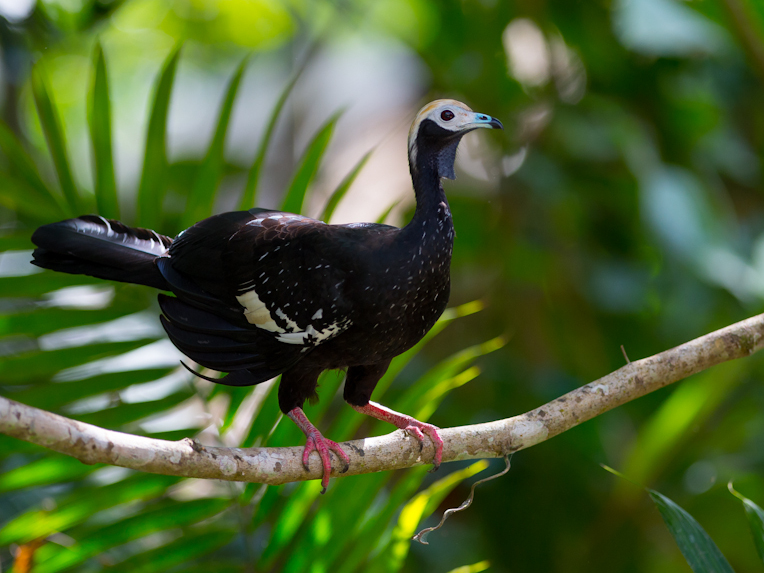
Blaukehlguan (Pipile cumanensis)

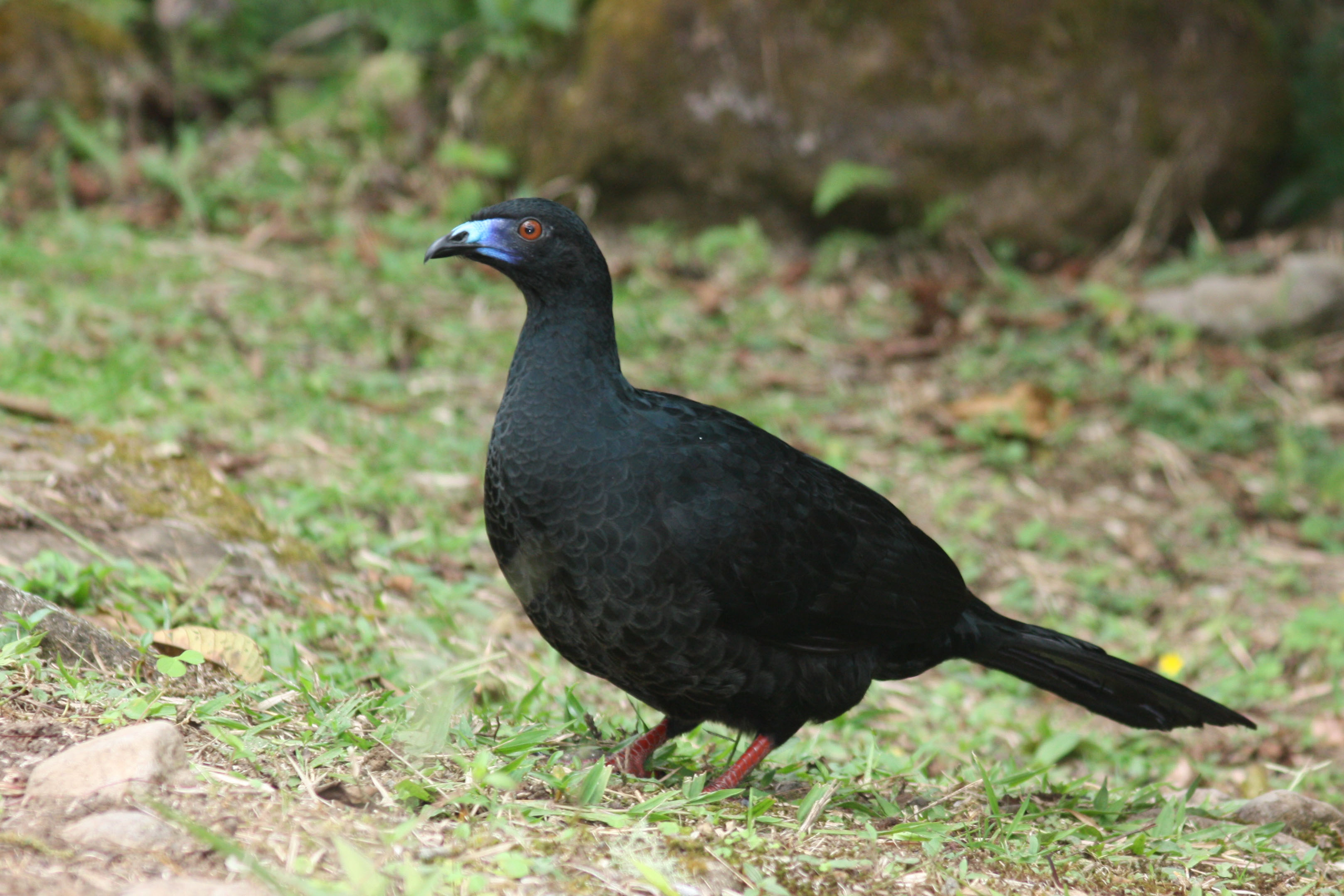
Mohrenguan (Chamaepetes unicolor)

    - Tuberkelhokko, jetzt Kronenhokko (C. rubra)
    - Blaulappenhokko (C. alberti)
    - Gelblappenhokko (C. daubentoni)
    - Glattschnabelhokko (C. alector)
    - Karunkelhokko, jetzt Rotlappenhokko (C. globulosa)
    - Nacktgesichthokko (C. fasciolata)
      - Belemhokko (C. f. pinima) (wird in der IUCN Red List als eigenständige Art angesehen)

    - Rotschnabelhokko (C. blumenbachii)

  - Mitu
    - Samthokko (M. tomentosa)
    - Salvinhokko (M. salvini)
    - Amazonashokko oder Amazonas-Mitu (M. tuberosa)
    - Mituhokko (M. mitu)

  - Nothocrax
    - Rothokko (N. urumutum)

  - Pauxi
    - Helmhokko (P. pauxi)
    - Hornhokko (P. unicornis)
    - Koepckehokko (P. koepckeae) (2011 vom Hornhokko abgespalten)
- Unterfamilie Oreophasinae
  - Oreophasis
    - Zapfenguan (O. derbianus)
- Unterfamilie Ortalisinae
  - Ortalis
    - Braunflügelguan (O. vetula)
    - Graukopfguan (O. cinereiceps)
    - Rotflügelguan (O. garrula)
    - Rotschwanzguan, jetzt Rotsteißguan (O. ruficauda)
    - Rotkopfguan (O. erythroptera)
    - Rotbauchguan (O. wagleri)
    - Graubrustguan (O. poliocephala)
    - Chacoguan (O. canicollis)
    - Weißbauchguan (O. leucogastra)
    - Tüpfelguan (O. guttata)
    - Ostbrasilienguan (O. araucuan)
    - Schuppenguan (O. squamata)
    - Kolumbienguan (O. columbiana)
    - Motmotguan (O. motmot)
    - Maronenkopfguan (O. ruficeps)
    - Gelbbrauenguan (O. superciliaris)
- Unterfamilie Penelopinae
  - Penelope
    - Bindenschwanzguan (P. argyrotis)
    - Bartguan (P. barbata)
    - Ortonguan (P. ortoni)
    - Andenguan (P. montagnii)
    - Marailguan (P. marail)
    - Weißstirnguan (P. superciliaris)
    - Rotgesichtguan (P. dabbenei)
    - Haubenguan (P. purpurascens)
    - Caucaguan (P. perspicax)
    - Weißschwingenguan (P. albipennis)
    - Spixguan (P. jacquacu)
    - Bronzeguan (P. obscura)
    - Yungasguan (Penelope bridgesi, 2018 von P. obscura abgespalten)
    - Weißschopfguan (P. pileata)
    - Rotbrustguan (P. ochrogaster)
    - Weißbrauenguan (P. jacucaca)

  - Pipile
    - Trinidadguan (P. pipile)
    - Blaukehlguan (P. cumanensis)
    - Blasskehlguan (P. grayi)
    - Rotkehlguan (P. cujubi)
    - Schwarzmaskenguan (P. jacutinga)

  - Aburria
    - Lappenguan (A. aburri)

  - Chamaepetes
    - Mohrenguan (C. unicolor)
    - Sichelguan (C. goudotii)

  - Penelopina
    - Schluchtenguan (P. nigra)

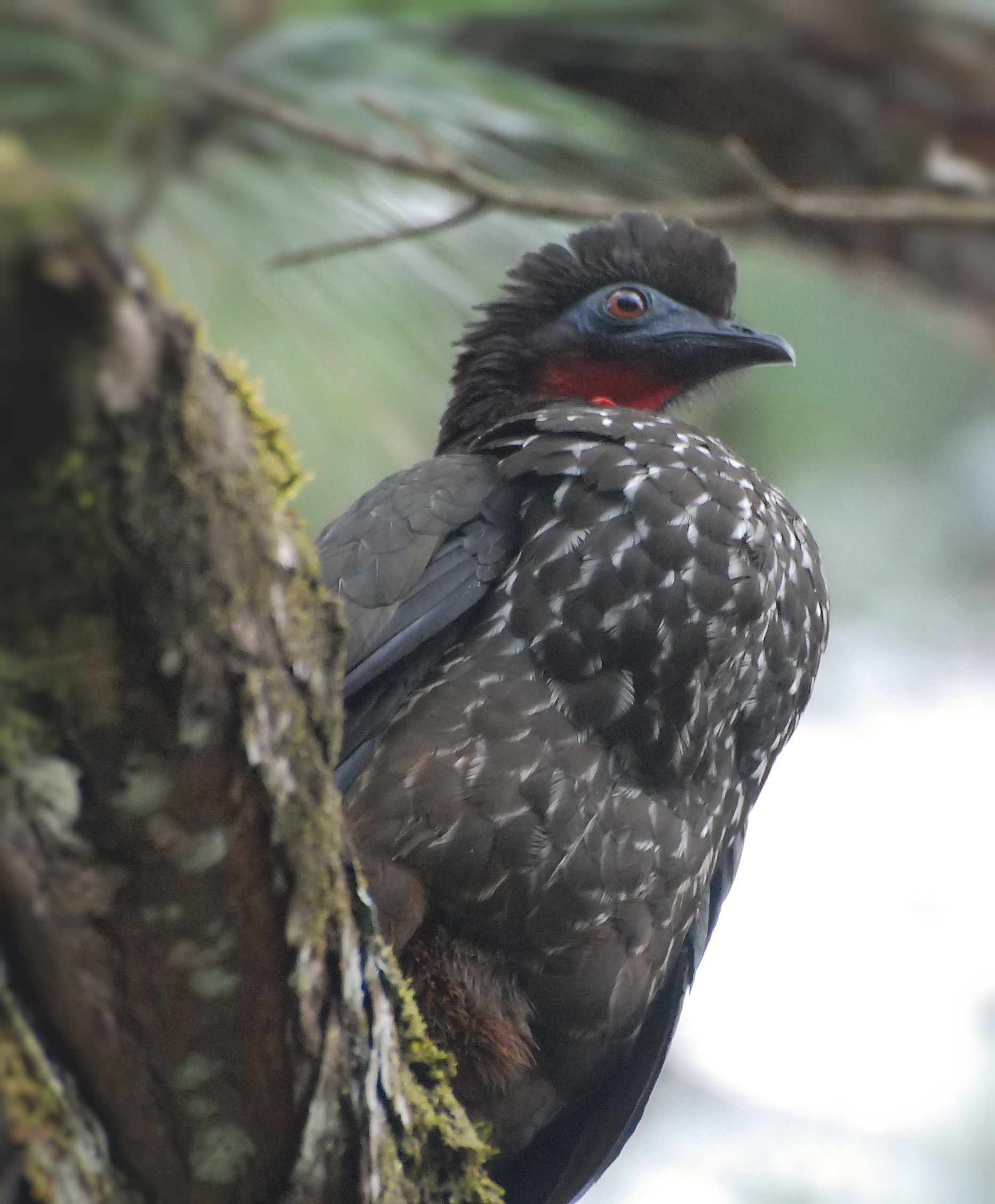
Haubenguan (Penelope purpurascens)

Kladogramm nach De Chen, Peter A. Hosner et al.:
|  | Penelope                                           |
|  |                                                    |
|  | \| \| Aburria \| \| \| \| \| \| Pipile \| \| \| \| |
|  |                                                    |
|  | Aburria                                            |
|  |                                                    |
|  | Pipile                                             |
|  |                                                    |

|  | Aburria |
|  |         |
|  | Pipile  |
|  |         |

|  | Penelope                                           |
|  |                                                    |
|  | \| \| Aburria \| \| \| \| \| \| Pipile \| \| \| \| |
|  |                                                    |
|  | Aburria                                            |
|  |                                                    |
|  | Pipile                                             |
|  |                                                    |

|  | Aburria |
|  |         |
|  | Pipile  |
|  |         |

|  | Penelope                                           |
|  |                                                    |
|  | \| \| Aburria \| \| \| \| \| \| Pipile \| \| \| \| |
|  |                                                    |
|  | Aburria                                            |
|  |                                                    |
|  | Pipile                                             |
|  |                                                    |

|  | Aburria |
|  |         |
|  | Pipile  |
|  |         |

|  | Penelope                                           |
|  |                                                    |
|  | \| \| Aburria \| \| \| \| \| \| Pipile \| \| \| \| |
|  |                                                    |
|  | Aburria                                            |
|  |                                                    |
|  | Pipile                                             |
|  |                                                    |

|  | Aburria |
|  |         |
|  | Pipile  |
|  |         |

|  | Pauxi                                              |
|  |                                                    |
|  | \| \| Mitu \| \| \| \| \| \| Nothocrax \| \| \| \| |
|  |                                                    |
|  | Mitu                                               |
|  |                                                    |
|  | Nothocrax                                          |
|  |                                                    |

|  | Mitu      |
|  |           |
|  | Nothocrax |
|  |           |

|  | Pauxi                                              |
|  |                                                    |
|  | \| \| Mitu \| \| \| \| \| \| Nothocrax \| \| \| \| |
|  |                                                    |
|  | Mitu                                               |
|  |                                                    |
|  | Nothocrax                                          |
|  |                                                    |

|  | Mitu      |
|  |           |
|  | Nothocrax |
|  |           |

|  | Pauxi                                              |
|  |                                                    |
|  | \| \| Mitu \| \| \| \| \| \| Nothocrax \| \| \| \| |
|  |                                                    |
|  | Mitu                                               |
|  |                                                    |
|  | Nothocrax                                          |
|  |                                                    |

|  | Mitu      |
|  |           |
|  | Nothocrax |
|  |           |

|  | Pauxi                                              |
|  |                                                    |
|  | \| \| Mitu \| \| \| \| \| \| Nothocrax \| \| \| \| |
|  |                                                    |
|  | Mitu                                               |
|  |                                                    |
|  | Nothocrax                                          |
|  |                                                    |

|  | Mitu      |
|  |           |
|  | Nothocrax |
|  |           |

|  | Pauxi                                              |
|  |                                                    |
|  | \| \| Mitu \| \| \| \| \| \| Nothocrax \| \| \| \| |
|  |                                                    |
|  | Mitu                                               |
|  |                                                    |
|  | Nothocrax                                          |
|  |                                                    |

|  | Mitu      |
|  |           |
|  | Nothocrax |
|  |           |

|  | Pauxi                                              |
|  |                                                    |
|  | \| \| Mitu \| \| \| \| \| \| Nothocrax \| \| \| \| |
|  |                                                    |
|  | Mitu                                               |
|  |                                                    |
|  | Nothocrax                                          |
|  |                                                    |

|  | Mitu      |
|  |           |
|  | Nothocrax |
|  |           |

|  | Pauxi                                              |
|  |                                                    |
|  | \| \| Mitu \| \| \| \| \| \| Nothocrax \| \| \| \| |
|  |                                                    |
|  | Mitu                                               |
|  |                                                    |
|  | Nothocrax                                          |
|  |                                                    |

|  | Mitu      |
|  |           |
|  | Nothocrax |
|  |           |

|  | Pauxi                                              |
|  |                                                    |
|  | \| \| Mitu \| \| \| \| \| \| Nothocrax \| \| \| \| |
|  |                                                    |
|  | Mitu                                               |
|  |                                                    |
|  | Nothocrax                                          |
|  |                                                    |

|  | Mitu      |
|  |           |
|  | Nothocrax |
|  |           |

|  | Penelope                                           |
|  |                                                    |
|  | \| \| Aburria \| \| \| \| \| \| Pipile \| \| \| \| |
|  |                                                    |
|  | Aburria                                            |
|  |                                                    |
|  | Pipile                                             |
|  |                                                    |

|  | Aburria |
|  |         |
|  | Pipile  |
|  |         |

|  | Penelope                                           |
|  |                                                    |
|  | \| \| Aburria \| \| \| \| \| \| Pipile \| \| \| \| |
|  |                                                    |
|  | Aburria                                            |
|  |                                                    |
|  | Pipile                                             |
|  |                                                    |

|  | Aburria |
|  |         |
|  | Pipile  |
|  |         |

|  | Penelope                                           |
|  |                                                    |
|  | \| \| Aburria \| \| \| \| \| \| Pipile \| \| \| \| |
|  |                                                    |
|  | Aburria                                            |
|  |                                                    |
|  | Pipile                                             |
|  |                                                    |

|  | Aburria |
|  |         |
|  | Pipile  |
|  |         |

|  | Penelope                                           |
|  |                                                    |
|  | \| \| Aburria \| \| \| \| \| \| Pipile \| \| \| \| |
|  |                                                    |
|  | Aburria                                            |
|  |                                                    |
|  | Pipile                                             |
|  |                                                    |

|  | Aburria |
|  |         |
|  | Pipile  |
|  |         |

|  | Pauxi                                              |
|  |                                                    |
|  | \| \| Mitu \| \| \| \| \| \| Nothocrax \| \| \| \| |
|  |                                                    |
|  | Mitu                                               |
|  |                                                    |
|  | Nothocrax                                          |
|  |                                                    |

|  | Mitu      |
|  |           |
|  | Nothocrax |
|  |           |

|  | Pauxi                                              |
|  |                                                    |
|  | \| \| Mitu \| \| \| \| \| \| Nothocrax \| \| \| \| |
|  |                                                    |
|  | Mitu                                               |
|  |                                                    |
|  | Nothocrax                                          |
|  |                                                    |

|  | Mitu      |
|  |           |
|  | Nothocrax |
|  |           |

|  | Pauxi                                              |
|  |                                                    |
|  | \| \| Mitu \| \| \| \| \| \| Nothocrax \| \| \| \| |
|  |                                                    |
|  | Mitu                                               |
|  |                                                    |
|  | Nothocrax                                          |
|  |                                                    |

|  | Mitu      |
|  |           |
|  | Nothocrax |
|  |           |

|  | Pauxi                                              |
|  |                                                    |
|  | \| \| Mitu \| \| \| \| \| \| Nothocrax \| \| \| \| |
|  |                                                    |
|  | Mitu                                               |
|  |                                                    |
|  | Nothocrax                                          |
|  |                                                    |

|  | Mitu      |
|  |           |
|  | Nothocrax |
|  |           |

|  | Pauxi                                              |
|  |                                                    |
|  | \| \| Mitu \| \| \| \| \| \| Nothocrax \| \| \| \| |
|  |                                                    |
|  | Mitu                                               |
|  |                                                    |
|  | Nothocrax                                          |
|  |                                                    |

|  | Mitu      |
|  |           |
|  | Nothocrax |
|  |           |

|  | Pauxi                                              |
|  |                                                    |
|  | \| \| Mitu \| \| \| \| \| \| Nothocrax \| \| \| \| |
|  |                                                    |
|  | Mitu                                               |
|  |                                                    |
|  | Nothocrax                                          |
|  |                                                    |

|  | Mitu      |
|  |           |
|  | Nothocrax |
|  |           |

|  | Pauxi                                              |
|  |                                                    |
|  | \| \| Mitu \| \| \| \| \| \| Nothocrax \| \| \| \| |
|  |                                                    |
|  | Mitu                                               |
|  |                                                    |
|  | Nothocrax                                          |
|  |                                                    |

|  | Mitu      |
|  |           |
|  | Nothocrax |
|  |           |

|  | Pauxi                                              |
|  |                                                    |
|  | \| \| Mitu \| \| \| \| \| \| Nothocrax \| \| \| \| |
|  |                                                    |
|  | Mitu                                               |
|  |                                                    |
|  | Nothocrax                                          |
|  |                                                    |

|  | Mitu      |
|  |           |
|  | Nothocrax |
|  |           |

## Menschen und Hokkohühner

### Nutzung
Den Menschen Süd- und Mittelamerikas sind Hokkohühner seit jeher wohlbekannt. Zwar leben sie meist im Verborgenen, doch sind sie wegen ihrer weit tragenden Lautäußerungen nicht zu überhören. So haben die Maya Yucatans für jede Art einen eigenen Namen. Für die Rufe mancher Arten gibt es volkstümlich lautmalerische Umschreibungen. So interpretiert man den Ruf des weiblichen Rotflügelguans in Kolumbien als ¿Se cae la casa? („Fällt das Haus um?“), und die Entgegnung des Männchens als ¡No se cae, no se cae! („Es fällt nicht um, es fällt nicht um!“). Der Ruf des Chacoguans wird von der Bevölkerung in dessen Verbreitungsgebiet in Südamerika auf Spanisch bzw. Portugiesisch interpretiert als Quiero matar / quero matar (Männchen) – quiero casar / quero casar (Weibchen) („Ich möchte heiraten / ich möchte töten“).
Schon die Maya nutzten die Federn der Hokkohühner für die Befiederung ihrer Pfeile und aßen das Fleisch. Als Nahrung spielen Hokkos heute noch regional eine bedeutende Rolle. So ist im peruanischen Teil Amazoniens der Blaukehlguan der meistgejagte Vogel und stellt eine wichtige Proteinquelle dar. Eine wirkliche Domestikation der Hokkohühner ist nie erfolgt. Zwar werden sie in manchen Dörfern halbzahm gehalten, aber nicht gezüchtet. Mit Haushühnern kann man sie nicht zusammen halten, da beide Arten miteinander unverträglich sind.
Die Zucht in Zoos ist bei etlichen Arten gelungen. Schon im 17. Jahrhundert wurden Hokkos erstmals nach Europa gebracht. Weil sie von Curaçao kamen, erhielten sie ihren englischen Namen curassows. Allerdings sind sie wohl auch nach Curaçao zunächst importiert worden, denn heimisch waren Hokkohühner dort nach heutigem Wissensstand nie. Eine Zucht als Fleisch- und Eierlieferanten wurde wohl in Europa versucht, lohnte sich aber nicht, da die Gelege zu klein und die Vögel zu kälteempfindlich sind.

### Bedrohung und Schutz
Vor allem durch die sich ausdehnende Entwaldung sind viele Hokkohühner gefährdet oder gar vom Aussterben bedroht. Nur die Chakalakas nehmen auch Sekundärwälder als Lebensraum an, Schakuhühner und „echte“ Hokkos sind auf unberührte Primärwälder angewiesen. Die IUCN führt 2008 fast die Hälfte aller Arten in einer Gefährdungskategorie. Dabei werden sechs Arten als stark gefährdet, drei als vom Aussterben bedroht und eine als in freier Wildbahn ausgestorben geführt.
Die vier meistgefährdeten Hokkohühner sind:
- Weißschwingenguan; die Art wurde 1877 beschrieben, nach diesem Jahr aber nicht wieder gesehen, bis sie 1977 in Lambayeque wiederentdeckt wurde. Inzwischen weiß man von einem Bestand von weniger als 100 Exemplaren in Lambayeque und Piura. Es existiert ein Zuchtprogramm in Gefangenschaft zur Rettung der Art.[9]
- Trinidadguan; früher war dieser auf Trinidad endemische Vogel sehr häufig. 2020 lebten nur noch ca. 150 bis 300 Individuen im Osten der Northern Range.[10]
- Der Blaulappenhokko ist auf ein winziges Verbreitungsgebiet in der Serrania de San Lucas im Norden Kolumbiens beschränkt. Noch 1994 wurde der Bestand auf 1000 bis 2500 Vögel geschätzt. Danach kam es jedoch zu einem Goldrausch, in dessen Folge die Population vollkommen zusammenbrach. Der aktuelle Bestand wird auf 250–999 Tiere geschätzt.[11]
- Der Mituhokko (oder Mitu) wurde im 17. Jahrhundert beschrieben, doch dann so lange nicht gesehen, dass man seine Existenz schon für eine Legende hielt. 1951 wurde erstmals ein totes Tier gefunden, 1978 sah man – nach 300 Jahren – wieder einen lebenden Mituhokko. Die Art war endemisch im brasilianischen Bundesstaat Alagoas. Da die Regenwälder dieser Region mittlerweile komplett vernichtet sind, ist ein Überleben in der Natur nahezu ausgeschlossen. 1978 gefangene Exemplare bildeten jedoch den Grundstock einer Population im Zoo von Rio de Janeiro, so dass die Art in menschlicher Obhut noch existiert.[12]